# 乗越入道
乗越入道（のりこしにゅうどう）は、岩手県の遠野地方近辺に伝わる妖怪。柳田國男の著書『遠野物語拾遺』には「ノリコシ」の名で記載がある。
影のような姿のものであり、初めは小さな坊主頭のようなものとして現れるが、姿がはっきりと見えないのでよく見ようと目を凝らすと、だんだんと大きくなり、しまいには家の屋根を乗り越すほどの大きさとなるという。
これに遭遇した際には、逆に頭のほうから下へ見下ろすようにすると消えてしまうという。また、同様の特徴を持つ見越し入道などと同様に「乗越入道、見抜いた」といえば消えてしまうともいう。
山田野理夫の著書『東北怪談の旅』では岩手県和賀地方の妖怪とされ、花巻温泉の旅館に、小さな子供のような影が現れてどんどん背が伸びていくという話が語られている。